# Andrea Bašić
Andrea Bašić (Pola, 12 agosto 1985) è un pallamanista croato con cittadinanza italiana, pivot del Brixen.

## Carriera

### Inizi a Pola e Bosna Sarajevo
Inizia la sua carriera nella squadra della sua città, l'Arena Jadrograd. Nella stagione 2009-2010 vince la seconda lega croata venendo così promosso in Premjier Liga, dove in 24 partite mette a segno 116 reti. Le buone prestazioni nel campionato nazionale attirano le mire di diverse squadre balcaniche, tra cui il Bosna Sarajevo che gli dà l'opportunità di giocare anche in SEHA League e in EHF Champions League.
Una grave crisi economica però colpisce la società bosniaca e quindi, dopo solo pochi mesi, termina con una risoluzione consensuale l'avventura di Bašić a Sarajevo

### Ambra e l'esperienza in Qatar
Il 15 novembre 2011 viene ufficializzato il suo approdo in Toscana, con la maglia dell'Ambra. Con la maglia biancoverde disputa otto partite condite da 46 reti prima di trasferirsi in Qatar, dove gioca il restante della stagione 2011-2012 con la maglia dell'Al Ahli e la stagione 2012-2013 con il club dell'Al Jaish.

### Terraquilia Carpi
A riportare Bašić in Italia è la Terraquilia Carpi, dopo che ad averci provato era stato il Trieste, che però per motivi burocratici non era stato in grado di fornire la documentazione esatta per il tesseramento. Dopo la prima stagione in maglia carpigiana con poco meno di 100 reti segnate, Bašić rinnova il contratto che lo legava al club emiliano. Vince una Supercoppa italiana e arriva in semifinale scudetto e in finale di Coppa Italia.

### Trasferimento in Alto Adige: Meran, Brixen e Bozen
Nella stagione 2016-2017 passa al Meran. Resta a Merano per una sola stagione.
Il 3 marzo 2017 firma un contratto per la stagione 2017-2018 con i rivali altoatesini del Meran, il Brixen. Successivamente rinnova per altre due stagioni e a dicembre 2020, in seguito alla defezione di Dorfmann, diventa capitano della squadra.
Il 30 maggio 2022 viene ufficializzato come nuovo giocatore del Bozen.

### Nazionale
Fa il suo esordio con la nazionale maggiore italiana il 10 aprile 2019 nella gara casalinga contro la Slovacchia
, valevole per le qualificazioni ad Euro20. Segna la sua prima rete in maglia azzurra nella sconfitta contro l'Ungheria il 16 giugno 2019.

## Palmarès

### Competizioni nazionali
- Supercoppa italiana (pallamano maschile): 2

2014, 2024

## Statistiche

### Cronologia, presenze e reti in nazionale
Aggiornato al 16 giugno 2019
| Data       | Città             | In casa    | Risultato | Ospiti     | Competizione | Reti |
| ---------- | ----------------- | ---------- | --------- | ---------- | ------------ | ---- |
| 10-04-2019 | Faenza            | Italia     | 26-23     | Slovacchia | Qual. Euro20 |      |
| 14-04-2019 | Považská Bystrica | Slovacchia | 23-26     | Italia     | Qual. Euro20 |      |
| 13-06-2019 | Busto Arsizio     | Italia     | 23-30     | Russia     | Qual. Euro20 |      |
| 16-06-2019 | Kecskemét         | Ungheria   | 32-29     | Italia     | Qual. Euro20 | 1    |
| Totale     |                   | Presenze   | 4         |            | Reti         | 1    |